# Chiesa di San Giacomo Maggiore (Ledro)
La chiesa di San Giacomo Maggiore è la parrocchiale di Pré, frazione di Ledro, nella Valle di Ledro in Trentino. Fa parte della zona pastorale di Riva e Ledro e risale al XVI secolo.

## Storia

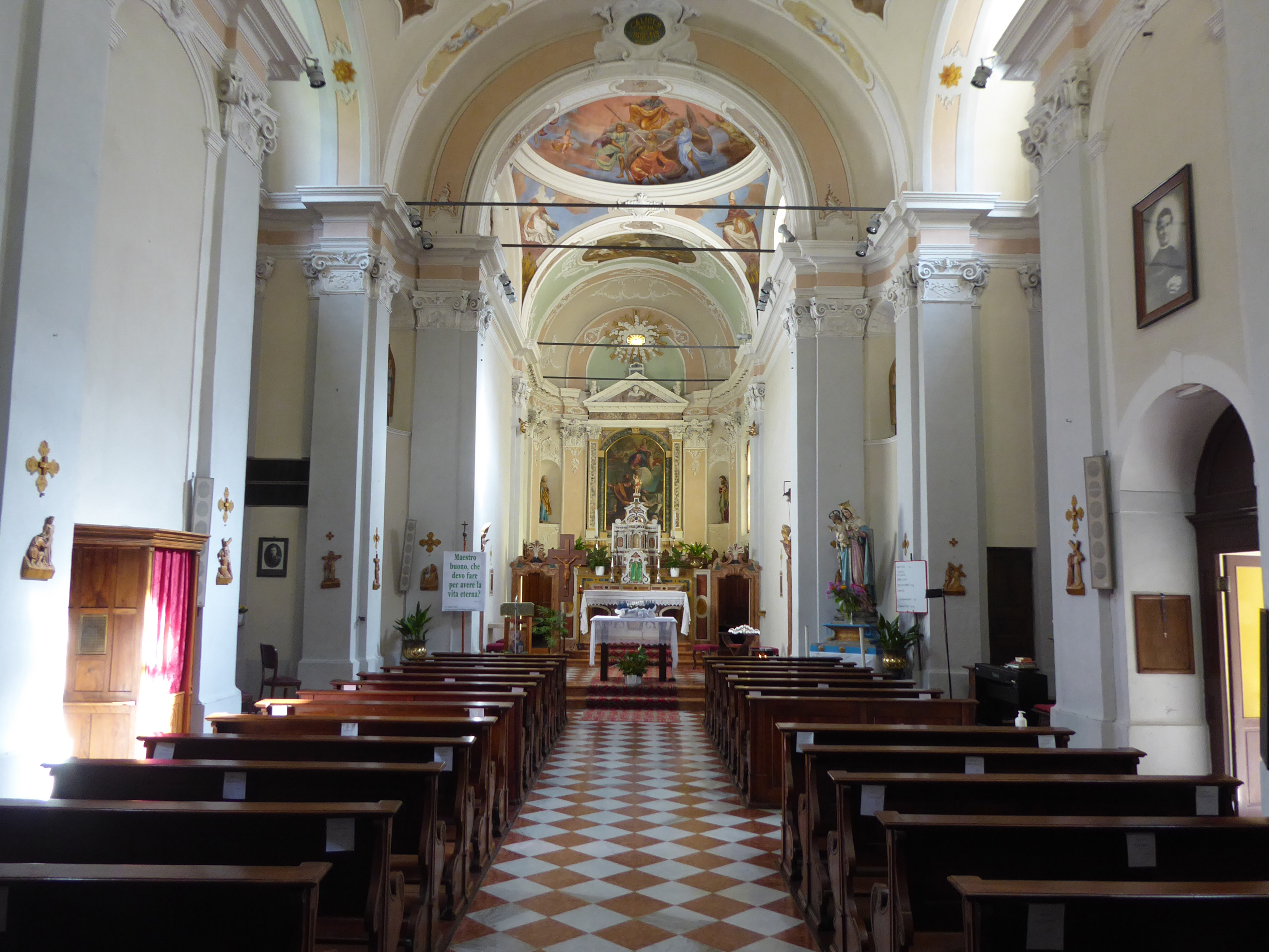
Interno

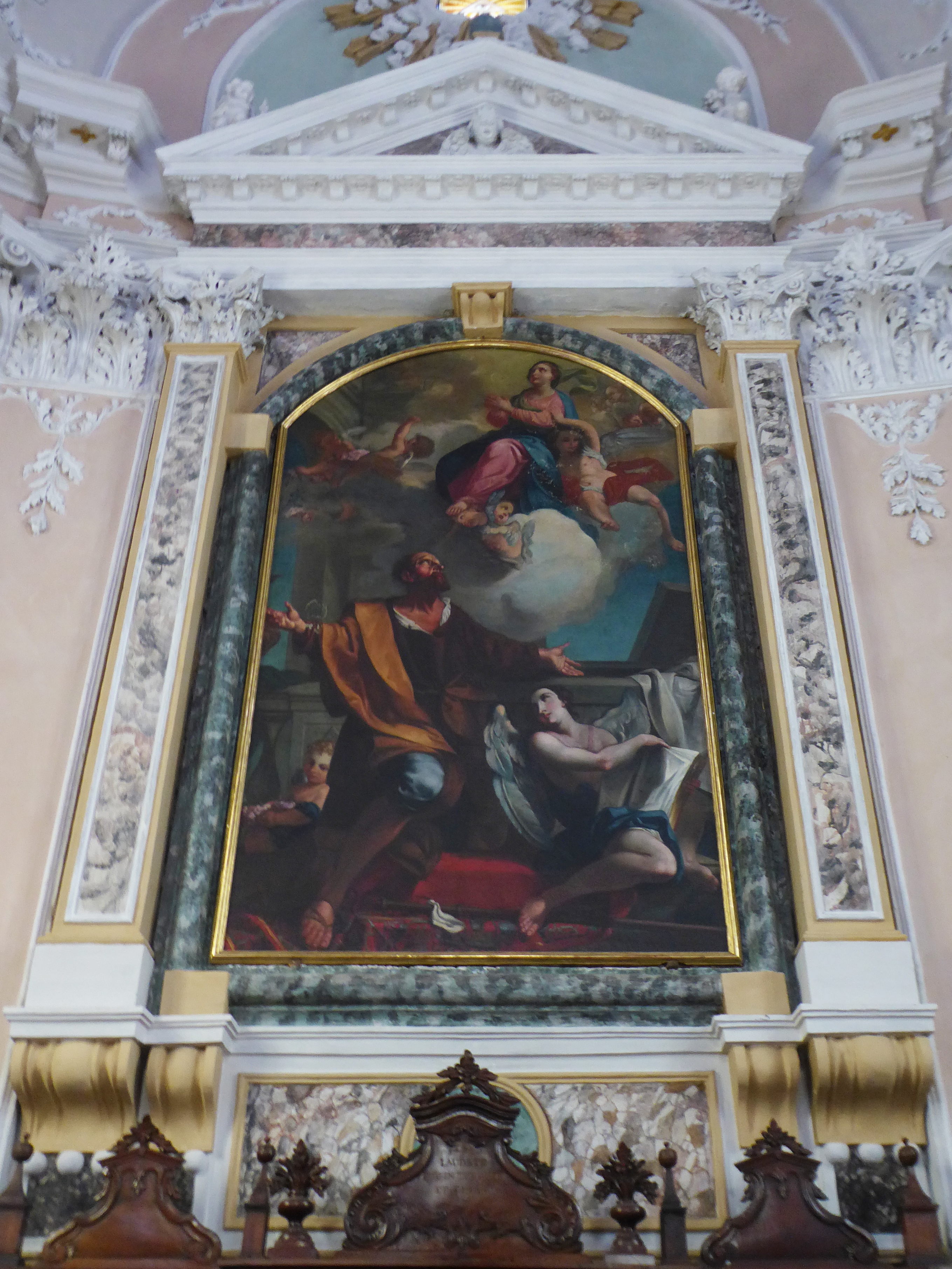
La pala dietro all'altare maggiore

La prima citazione dell'edificio religioso si ebbe nel 1537 ed è contenuta negli atti relativi a una visita pastorale compiuta nel territorio dal cardinale e principe vescovo di Trento Bernardo Clesio.
L'edificio venne ampliato attorno alla fine del XVII secolo. Nello stesso periodo gli interni vennero decorati e assunse la dignità di curazia. Tra il 1750 ed il 1754 la chiesa venne restaurata in modo radicale e consacrata nel 1768.
Un nuovo e più recente restauro si è realizzato nel 2003.

## Descrizione

### Esterni
Il luogo di culto, esempio di barocco minore, si trova al centro dell'abitato ed è orientato verso est. La facciata è caratterizzata da quattro lesene che la percorrono per tutta la sua altezza e che sorreggono un frontone triangolare e presenta un particolare arrotondamento ai lati. Il portale ha una struttura baroccheggiante. La torre campanaria è posta sul lato sud.

### Interni
La navata interna è unica con quattro cappelle laterali. In queste cappelle è da notare il particolare effetto prospettico ottenute dagli affreschi che simulano pale sporgenti dalla superficie della parete.
L'altar maggiore marmoreo è di scuola castionese e la pala seicentesca raffigura San Giacomo.